# Щипавка танайська
Щипавка танайська (Cobitis tanaitica) — невелика прісноводна риба родини В'юнові (Cobitidae).

## Морфологія та екологія
Сягає 6 см довжиною. Має типове для роду забарвлення з 4 зонами (смугами), з яких друга зона є відносно широкою і добре відокремленою від суміжних, а остання (нижня) характеризується великими і чіткими темними плямами.

## Поширення
Типова місцевість щипавки танайської — басейн Дону в околицях Ростова.
Мешкання в інших річках, зокрема й у Дінці та його притоках, лише припускається.
Імовірне поширення в Європі (за: Kottelat, Freyhof, 2007): північна та західна частини чорноморського басейну (від Дунаю до Кубані). Рідкісний у дельтах річок, дуже поширений у Південному Бузі і Дніпровському басейні.
Можлива присутність у деякій частині балтійського басейну (басейни Вісли та Одри).